# Golobinjek pri Planini
Golobinjek pri Planini – wieś w Słowenii, w gminie Šentjur. W 2018 roku liczyła 43 mieszkańców.